# 富山県道252号戸出高岡線
富山県道252号戸出高岡線（とやまけんどう252ごう といでたかおかせん）とは、富山県高岡市内を通る一般県道（富山県道）である。

## 概要
- 始点：富山県高岡市戸出伊勢領川東2503の5[1]（＝伊勢領交差点・国道156号交点、富山県道253号戸出停車場線終点）
- 終点：富山県高岡市上北島413[1]（＝上北島交差点・国道8号交点）

## 歴史
- 1960年（昭和35年）4月23日：路線認定[1]。

## 接続道路
- 国道156号（高岡市戸出伊勢領・伊勢領交差点：始点）
- 富山県道251号本保福岡線（高岡市本保）
- 富山県道57号高岡環状線（高岡市石塚・石塚交差点）
- 富山県道254号立野鴨島線（高岡市上北島・上北島交差点）
- 国道8号（高岡市上北島・上北島交差点：終点）

## 通過する自治体
- 富山県
  - 高岡市

## 周辺
- 特別養護老人ホーム 鳳鳴苑
- あいの風とやま鉄道線